# Kheri
Kheri és una ciutat i nagar panchayat al districte de Kheri a Uttar Pradesh, Índia. Dona el nom al districte però no és la seva capital. Està situada a 27° 54′ N, 80° 48′ E / 27.9°N,80.8°E i consta al cens del 2001 amb una població de 25.017 habitants. La població el 1901 era de 6.223. Fou fundada al segle xvi i hi ha una tomba construïda sobre les restes de Sayyid Khurd, mort el 1563.